# Piero Borello
Piero Borello (fl. XX secolo) è stato un calciatore italiano, di ruolo centrocampista.

## Carriera
Con il Pastore Torino disputa 9 gare nel campionato di Prima Divisione 1922-1923.